# Darende
Darende ist eine Stadtgemeinde (Belediye) im gleichnamigen Ilçe (Landkreis) der Provinz Malatya in Ostanatolien und gleichzeitig eine Gemeinde der 2012 geschaffenen Büyüksehir belediyesi Malatya (Großstadtgemeinde/Metropolprovinz). Seit der Gebietsreform 2013 ist die Gemeinde flächen- und einwohnermäßig identisch mit dem Landkreis.
Der Landkreis Darende ist der bevölkerungsmäßig zweitgrößte und liegt im Westen der Provinz. Darende grenzt extern an die Provinzen Kahramanmaraş und Sivas. Die im Stadtlogo vorhandene Jahreszahl (1923) dürfte auf das Jahr der Ernennung zur Stadtgemeinde (Belediye) hinweisen.

## Verwaltung
Der Kreis existierte schon vor Gründung der türkischen Republik 1923 und bestand (bis) Ende 2012 neben der Kreisstadt aus den sechs Stadtgemeinden (Belediye) Ağılbaşı, Aşağıulupınar, Ayvalı, Balaban, Ilıca und Yenice sowie 45 Dörfern (Köy), in zwei Bucaks, die während der Verwaltungsreform 2013 in Mahalle (Stadtviertel/Ortsteile) überführt wurden. Die 16 existierenden Mahalle der Kreisstadt blieben erhalten, während die Mahalle der anderen Belediye vereint und zu je einem Mahalle reduziert wurden. Durch Herabstufung dieser Belediye und der Dörfer zu Mahalle stieg deren Zahl auf 67 an. Ihnen steht ein Muhtar als oberster Beamter vor.
Ende 2020 lebten durchschnittlich 383 Menschen in jedem dieser Mahalle, 4.051 Einw. im bevölkerungsreichsten (Heyiketeği Mah.).

## Sehenswürdigkeiten
Der Tohma Çayı durchfließt Darende in südlicher Richtung. Nördlich der Stadt wird Rafting auf dem Fluss angeboten.
In einem Tal westlich der Kreisstadt liegen die Wasserfälle von Gürpınar, die ein beliebtes Ausflugsziel darstellen. Etwa 15 Kilometer südwestlich steht das späthethitische Monument Arslantaş, das zwei freistehende Löwen auf offenem Feld darstellt. Bei dem Ort Balaban liegt, etwa 30 Kilometer flussabwärts am Tohma Çayı, die ebenfalls späthethitische Felsinschrift von Kötükale, die allerdings heute verschüttet ist. In der Umgebung der Stadt wurden die Stelen von Darende und von İspekçür gefunden, die sich heute in den Museen von Ankara und von Sivas befinden.

## Söhne und Töchter der Stadt
- Ahmet Çakır (* 1964), Politiker (AKP)
- Erman Ilıcak (* 1967), Unternehmer
- Hüseyin Ince (* 1972), Kardiologe